# Бжезінка (гміна Андрихув)
Бжезінка (пол. Brzezinka) — село в Польщі, у гміні Андрихув Вадовицького повіту Малопольського воєводства.
Населення — 714 осіб (2011).

## Історія
У 1975-1998 роках село належало до Бельського воєводства, підпорядковувалося районній адміністрації у Вадовицях.

## Демографія
Демографічна структура станом на 31 березня 2011 року:
|          | Загалом | Допрацездатний вік | Працездатний вік | Постпрацездатний вік |
| -------- | ------- | ------------------ | ---------------- | -------------------- |
| Чоловіки | 383     | 95                 | 258              | 30                   |
| Жінки    | 331     | 63                 | 205              | 63                   |
| Разом    | 714     | 158                | 463              | 93                   |